# Larry Hagman
Pour les articles homonymes, voir Hagman.
Larry Hagman, né le 21 septembre 1931 à Fort Worth (Texas) et mort le 23 novembre 2012 à Dallas dans le même État, est un acteur, réalisateur et producteur américain.
Il est notamment connu du grand public pour son rôle emblématique de J. R. Ewing dans la série télévisée Dallas (1978-1991).

## Biographie

### Carrière
Fils de l'actrice et chanteuse Mary Martin (1913-1990), Larry Hagman est le premier rôle masculin de la série américaine Jinny de mes rêves (1965-1970) dans le rôle de Tony Nelson.
Il devient ensuite l'un des personnages principaux de la série Dallas (1978-1991), où il interprète le rôle de John Ross Ewing, alias J. R. Ewing, redoutable homme d'affaires texan, manipulateur et sans scrupules.
À partir du 13 juin 2012, il fait partie de la distribution principale de la nouvelle série Dallas pour la chaîne câblée TNT. où il reprend son rôle de J. R. Ewing. Son personnage meurt dans la seconde saison et sera enterré dans l'épisode « Inoubliable J.R. » (saison 2, épisode 8). Cependant, il apparaît encore dans la saison 3.[réf. nécessaire]

### Vie privée et mort

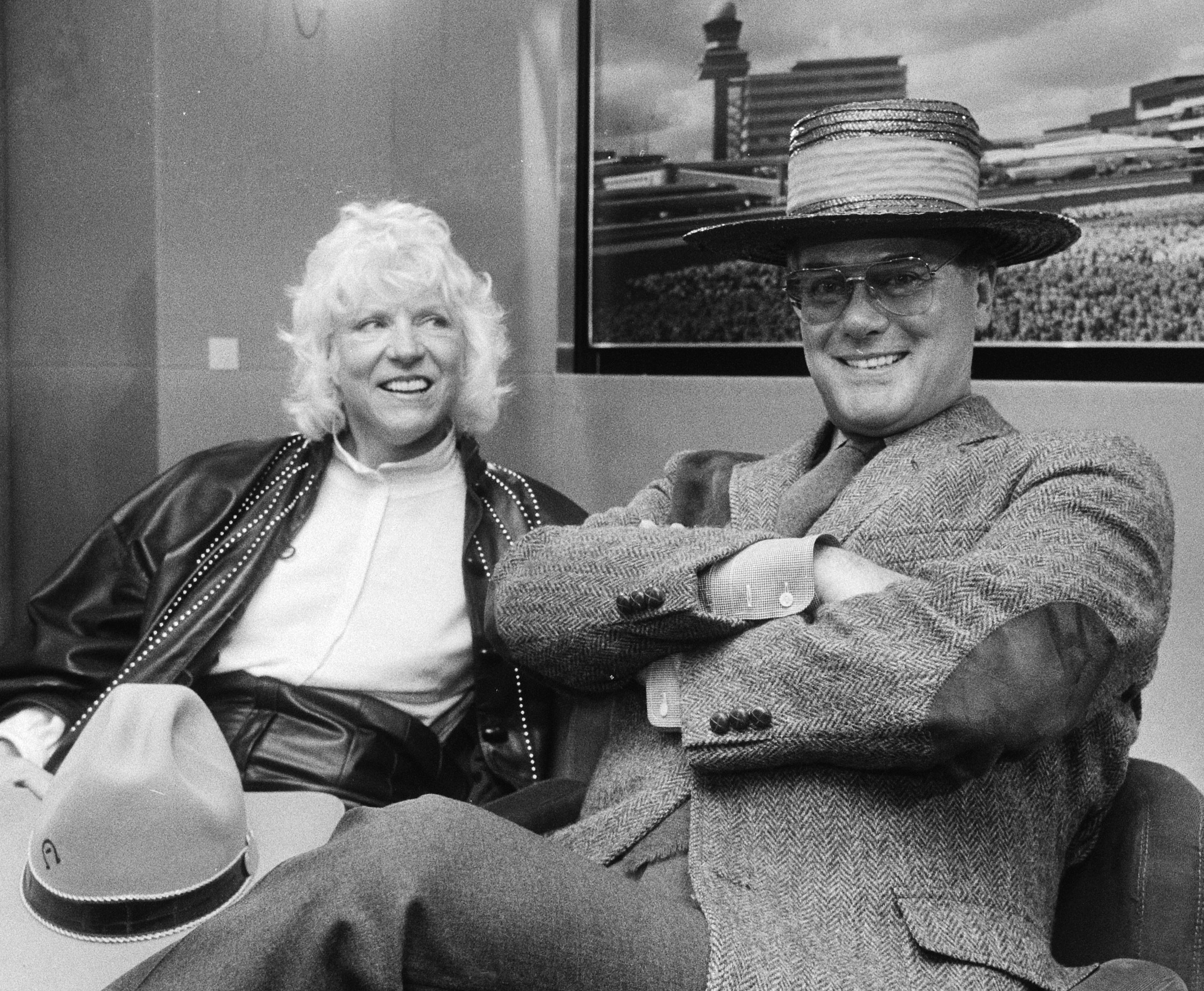
Larry Hagman avec Maj Axelsson en 1983.

Larry Hagman était marié depuis 1954 à Maj Axelsson, une suédoise décoratrice d'intérieur, avec laquelle il a eu deux enfants (une fille, Heidi Kristina, et un garçon, Preston) ; ils ont été les grands-parents de cinq petites-filles.
En 2008, il devient un militant actif pour l'usage des énergies renouvelables et possède une maison qu'il décrit sur son site web comme entièrement auto-alimentée en énergie.
Il vivait paisiblement entre les États-Unis et de fréquents voyages à Paris notamment. À la suite de problèmes d'alcool pendant 15 ans, il a dû subir une greffe de foie le 23 août 1995, et avait tout arrêté depuis sa greffe.
Larry Hagman meurt le 23 novembre 2012 à l'âge de 81 ans, des suites d'un cancer de la gorge,. Suivant ses souhaits, il a été incinéré et ses cendres ont été dispersées sur le terrain du Southfork Ranch à Parker au Texas.

## Filmographie

### Cinéma
- 1964 : Sept contre la mort (Sette contro la morte) : Capt. Wilson
- 1964 : Ensign Pulver : Billings
- 1964 : Point limite (Fail-Safe) : Buck
- 1965 : Première Victoire (In Harm's Way) : Lt. J.G. Cline
- 1966 : Le Groupe (The Group) : Harald Peterson
- 1970 : Up in the Cellar : Maurice Camber
- 1971 : L'Homme sans frontière (The Hired Hand) : Sheriff (version télé)
- 1972 : Attention au blob ! (Beware! The Blob) : Hobo - également réalisateur
- 1973 : Antonio : Mark Hunter
- 1973 : The Toy Game : Major
- 1974 : Stardust : Porter Lee Austin
- 1974 : Harry et Tonto (Harry and Tonto) : Eddie Coombes
- 1976 : Ambulances tous risques (Mother, Jugs & Speed) : Murdoch
- 1976 : Le Bus en folie (The Big Bus) : Doctor in parking lot
- 1976 : L'aigle s'est envolé (The Eagle Has Landed) : Col. Pitts
- 1977 : Cry for Justice
- 1977 : Checkered Flag or Crash d'Alan Gibson : Bo Cochran
- 1978 : Superman : Major
- 1981 : S.O.B. : Dick Benson
- 1981 : Jag rodnar : Larry Hagman
- 1995 : Nixon d'Oliver Stone : Jack Jones
- 1998 : Primary Colors de Mike Nichols : Gouverneur Fred Picker

### Télévision

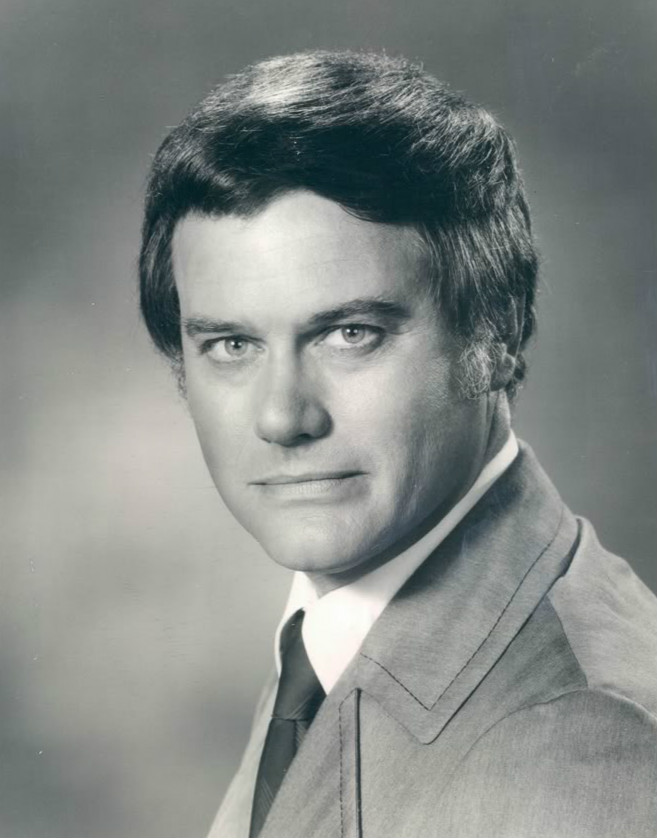
Larry Hagman en 1973.

#### Téléfilms
- 1969 : Three's a Crowd : Jim Carson
- 1971 : Vanished : Jerry Freytag
- 1971 : Les Hurlements de la Forêt (A Howling in the Woods) : Eddie Crocker
- 1972 : Getting Away from It All : Fred Clark
- 1972 : Sans issue (en) (No Place to Run) de Delbert Mann et John Badham : Jay Fox
- 1973 : Blood Sport : Coach Marshall
- 1973 : What Are Best Friends For? : Frank Ross
- 1973 : Un camion en or massif (en) (The Alpha Caper) de Robert Michael Lewis : Tudor
- 1973 : The Toy Game : Major
- 1974 : Sidekicks (en) : Quince Drew
- 1975 : Sarah T. – Portrait of a Teenage Alcoholic : Jerry Travis
- 1976 : The Return of the World's Greatest Detective : Sherman Holmes
- 1977 : Femme battue (Intimate Strangers) : Mort Burns
- 1978 : The President's Mistress (en) : Ed Murphy
- 1979 : Police Story: A Cry for Justice : Dwight Sheppard
- 1986 : Dallas : Quand tout a commencé... (Dallas: The Early Years) : J. R. Ewing
- 1996 : Dallas : Le Retour de J.R. (Dallas : The Return of J. R.) : J. R. Ewing
- 1997 : Staying Afloat : Alexander Hollingsworth III
- 1997 : Le Troisième Jumeau (The Third Twin) : Barrington Jones
- 1998 : Dallas : La Guerre des Ewing (Dallas : The War of Ewings) : J. R. Ewing - également réalisateur

#### Séries télévisées
- 1957 : Decoy : Kenneth Davidson

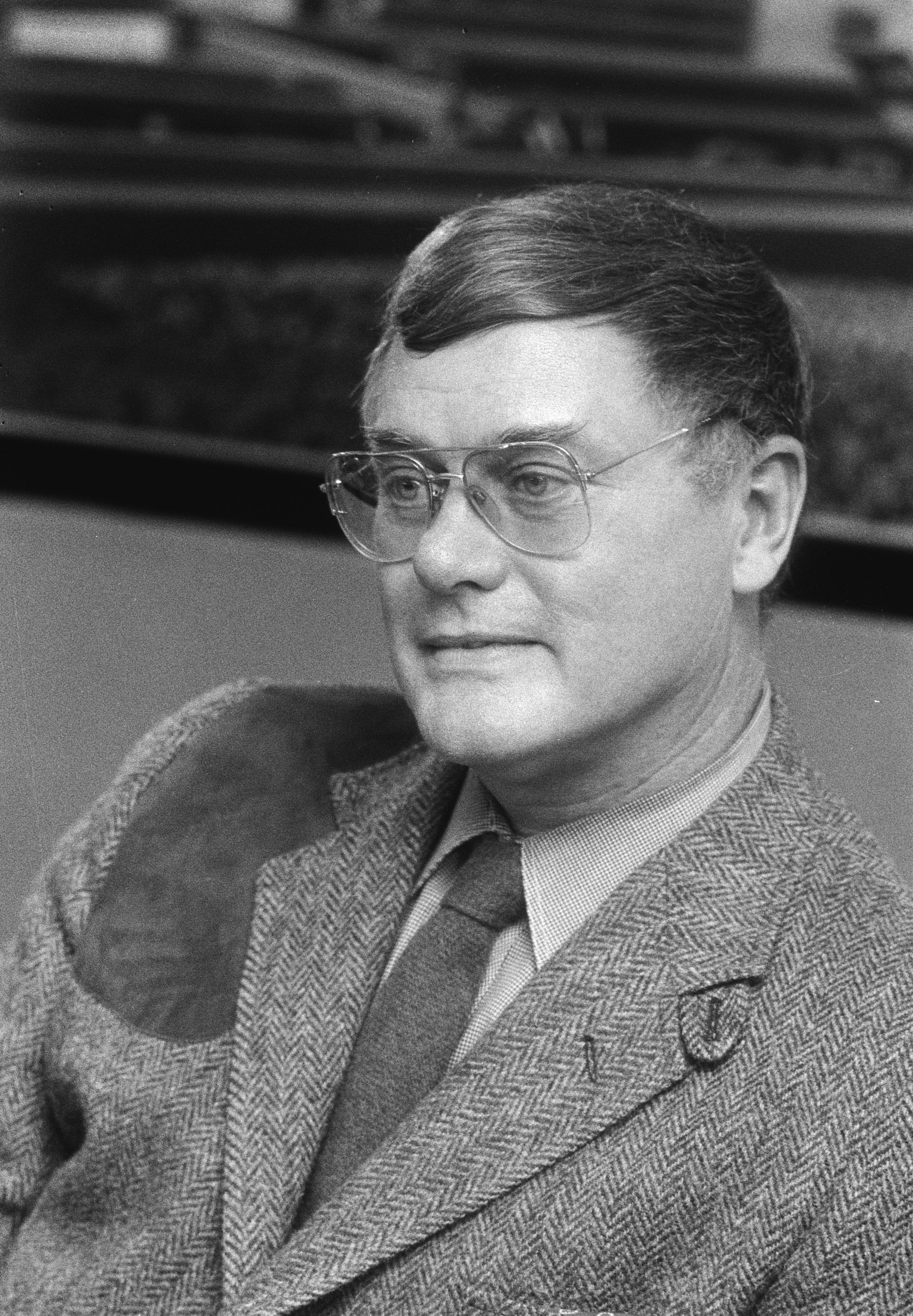
Larry Hagman en 1983, au moment de l'apogée de la série Dallas.

- 1957 : C'est déjà demain (Search for Tomorrow) : Curt Williams
- 1958 : Remous (Sea Hunt) : Johnny Greco / Alex Kouras / Elliot Conway
- 1960 : Diagnosis: Unknown : Don Harding
- 1963 - 1964 : Les Accusés (The Defenders) : Jim Lewton /  Edmund Lockwood
- 1964 : Mr. Broadway : Luke
- 1965 : The Rogues : Mark Fleming
- 1965 - 1970 : Jinny de mes rêves (I Dream of Jeannie) : Major Anthony Nelson
- 1970 : Night Gallery : Cedric Acton
- 1971 : Les Règles du jeu (The Name of the Game) : Dean Chasen
- 1971 : Dan August : Art Lewis
- 1971 - 1972 : The Good Life (en) : Albert Miller
- 1973 : Love Story : Dick Madison
- 1973 : Here We Go Again : Richard Evans
- 1973 : Médecins d'aujourd'hui (Medical Center) : Glenn Dorsey
- 1974 : Un shérif à New York (McCloud) : Larry Harris
- 1974 : Sergent Anderson (Police Woman) : Tony Bonner
- 1974 - 1979 : Police Story
- 1975 : Les Rues de San Francisco (The Streets of San Francisco) : Terry Vine
- 1977 : McMillan (McMillan & Wife) : Dr Wesley Corman
- 1977 : Deux cent dollars plus les frais (The Rockford Files) : Paul T. Grisham
- 1978 - 1991 : Dallas : John Ross « J. R. » Ewing
- 1978 : Le Signe de justice (Sword of Justice) : Doyle Rettig
- 1980 - 1982 : Côte Ouest (Knots Landing) : J. R. Ewing
- 1993 : Staying Afloat : Alexander Hollingsworth III - également producteur
- 1997 : Orleans : juge Luther Charbonnet
- 2006 : Nip/Tuck : Burt Landau
- 2010 : Desperate Housewives : Frank Kaminski
- 2012 : Dallas : J. R. Ewing

## Distinctions

### Récompenses
- 1984 : Soap Opera Digest Awards du meilleur vilain dans une série télévisée dramatique pour Dallas (1978-1991) pour le rôle de John Ross « J. R. » Ewing.
- 1985 : Soap Opera Digest Awards du meilleur vilain dans une série télévisée dramatique pour Dallas (1978-1991) pour le rôle de John Ross « J. R. » Ewing.
- 1986 : Soap Opera Digest Awards du meilleur vilain dans une série télévisée dramatique pour Dallas (1978-1991) pour le rôle de John Ross « J. R. » Ewing.
- 1988 : Soap Opera Digest Awards du meilleur vilain dans une série télévisée dramatique pour Dallas (1978-1991) pour le rôle de John Ross « J. R. » Ewing.
- 1989 : Soap Opera Digest Awards du meilleur vilain dans une série télévisée dramatique pour Dallas (1978-1991) pour le rôle de John Ross « J. R. » Ewing.

### Nominations
- Primetime Emmy Awards 1980 : Meilleur acteur dans une série télévisée dramatique pour Dallas (1978-1991) pour le rôle de John Ross « J. R. » Ewing.
- 38e cérémonie des Golden Globes 1981 :  Meilleur acteur dans une série dramatique pour Dallas (1978-1991) pour le rôle de John Ross « J. R. » Ewing.
- Primetime Emmy Awards 1981 : Meilleur acteur dans une série télévisée dramatique pour Dallas (1978-1991) pour le rôle de John Ross « J. R. » Ewing.
- 39e cérémonie des Golden Globes 1982 :  Meilleur acteur dans une série dramatique pour Dallas (1978-1991) pour le rôle de John Ross « J. R. » Ewing.
- 40e cérémonie des Golden Globes 1983 :  Meilleur acteur dans une série dramatique pour Dallas (1978-1991) pour le rôle de John Ross « J. R. » Ewing.
- 41e cérémonie des Golden Globes 1984 :  Meilleur acteur dans une série dramatique pour Dallas (1978-1991) pour le rôle de John Ross « J. R. » Ewing.
- 1986 : Soap Opera Digest Awards du meilleur acteur dans une série télévisée dramatique pour Dallas (1978-1991) pour le rôle de John Ross « J. R. » Ewing.
- 1986 : Soap Opera Digest Awards du super couple préféré dans une série télévisée dramatique pour Dallas (1978-1991) partagé avec Linda Gray.
- 1988 : Soap Opera Digest Awards du super couple préféré dans une série télévisée dramatique pour Dallas (1978-1991) partagé avec Linda Gray.
- 2e cérémonie des Screen Actors Guild Awards 1996 : Meilleure distribution dans un drame biographique pour Nixon (1995) partagé avec Joan Allen, Brian Bedford, Powers Boothe, Kevin Dunn, Fyvush Finkel, Annabeth Gish, Tony Goldwyn, Ed Harris, Edward Herrmann, Anthony Hopkins, Bob Hoskins, Madeline Kahn, E.G. Marshall, David Paymer, David Hyde Pierce, Paul Sorvino, Mary Steenburgen, J.T. Walsh et James Woods.

### Réalisateur
- 1992 - 1994 : Dans la chaleur de la nuit (In The Heat of Night, série)

## Voix françaises
- Dominique Paturel (*1931 - 2022) dans :
  - Dallas (série télévisée)
  - S.O.B.
  - L'Homme à l'hélico (téléfilm)
  - Côte Ouest (série télévisée)
  - Dallas : Quand tout a commencé... (téléfilm)
  - Nixon
  - Dallas : Le Retour de J.R. (téléfilm)
  - Le Troisième Jumeau (téléfilm)
  - Dallas : La Guerre des Ewing (téléfilm)
  - Primary Colors
  - Nip/Tuck (série télévisée)
  - Desperate Housewives (série télévisée)
  - Dallas 2.0 (série télévisée)

Et aussi :
- Gérard Hernandez dans Jinny de mes rêves (série télévisée)
- Daniel Crouet (*1927 - 2000) dans Point limite
- Hubert Noël (*1924 - 1987) dans Première Victoire
- Marc de Georgi (*1931 - 2003) dans Ambulances tous risques
- Daniel Brémont dans Le Bus en folie
- Roger Lumont dans Superman (1er doublage)